# Instituto Universitario de Tecnología Readic
El Instituto Universitario de Tecnología Readic (UNIR), es un centro privado de educación superior de Venezuela, con sede principal en la ciudad de Maracaibo, estado Zulia y otra sede en Cabimas. Creada el 20 de septiembre de 1990, bajo la resolución 1.129, egresa profesionales con el título de TSU en varias menciones y licenciaturas e ingenierías por convenios con otras universidades de la región.

## Historia
El instituto es fundado el 20 de septiembre de 1990, con el nombre de Red Interactiva de Computadoras para la Educación (READIC), debido a la necesidad de titular a técnicos superiores universitarios en el área de profesiones técnicas, dado a la ubicación del estado Zulia, con alto auge de la industria petrolera y tecnológica en Venezuela. La misma tuvo su basamento legal, bajo la resolución 1.129 publicada en gaceta oficial.
Años más tarde, cambia su nombre a solamente Instituto Universitario de Tecnología Readic, con las siglas de UNIR.

## Composición
El UNIR, tiene su sede principal en la ciudad de Maracaibo, estado Zulia y otra en Cabimas. Su actual director es el Dr. Omar Palacios, subdirectora la Dra. Yamel Chourio y sus coordinadores académicos son: 
- Sede Centro: Lcdo. Francisco Gonzalez

- Sede 5 de Julio: Lcda. Milanyela Ariza

- Sede Cabimas: Lcda. Angelica Cassano.

El tecnológico está dividido por varias escuelas y coordinaciones académicas:
- Coordinación Académica.
- Coordinación de Cultura.
- Coordinación de Servicio Comunitario.
- Coordinación de Pasantías e Investigación.
- Escuela de Administración, Contabilidad Computarizada y Comercio Exterior.
- Escuela de Diseño Gráfico y de Modas.
- Escuela de Enfermería.
- Escuela de Electrónica.
- Escuela de Informática.
- Escuela de Mercadotecnia, Publicidad, Relaciones Públicas y Turismo.
- Escuela de Preescolar y Psicopedagogía.[3]

Aparte, dicho instituto permite el ingreso de estudiantes subsidiados por la Beca Fundalossada, otorgada por el estado venezolano.

### Carreras
El UNIR egresa profesionales como técnicos superiores universitarios y licenciados e ingenieros por convenio con la Universidad del Zulia

#### Técnico Superior Universitario (TSU)
- TSU en Administración.
- TSU en Comercio Exterior.
- TSU en Contabilidad Computarizada.
- TSU en Diseño Gráfico.
- TSU en Electrónica.
- TSU en Enfermería.
- TSU en Informática.
- TSU en Mercadotecnia.
- TSU en Preescolar.
- TSU en Psicopedagogía.
- TSU en Publicidad y Relaciones Públicas.
- TSU en Turismo.

#### Licenciaturas
Actualmente, el UNIR cuenta con un convenio para licenciaturas e ingeniería con la universidad del Zulia, en donde por dos años adicionales al TSU pueden optar por una licenciatura o ingeniería ofertada por la Universidad del Zulia